# Grant City
Grant City és una població dels Estats Units a l'estat de Missouri. Segons el cens del 2000 tenia 926 habitants.

## Demografia
Segons el cens del 2000, Grant City tenia 926 habitants, 409 habitatges, i 247 famílies. La densitat de població era de 283,8 habitants per km².
Dels 409 habitatges en un 27,4% hi vivien nens de menys de 18 anys, en un 46,2% hi vivien parelles casades, en un 10,5% dones solteres, i en un 39,4% no eren unitats familiars. En el 36,4% dels habitatges hi vivien persones soles el 20% de les quals corresponia a persones de 65 anys o més que vivien soles. El nombre mitjà de persones vivint en cada habitatge era de 2,17 i el nombre mitjà de persones que vivien en cada família era de 2,82.
Per edats la població es repartia de la següent manera: un 22,9% tenia menys de 18 anys, un 8,5% entre 18 i 24, un 22,5% entre 25 i 44, un 21,7% de 45 a 60 i un 24,4% 65 anys o més.
L'edat mediana era de 42 anys. Per cada 100 dones de 18 o més anys hi havia 78,5 homes.
La renda mediana per habitatge era de 23.897 $ i la renda mediana per família de 29.943 $. Els homes tenien una renda mediana de 22.813 $ mentre que les dones 15.625 $. La renda per capita de la població era de 14.009 $. Entorn del 13,4% de les famílies i el 17,2% de la població estaven per davall del llindar de pobresa.

## Poblacions més properes
El següent diagrama mostra les poblacions més properes.